# 矢崎總業
矢崎總業 （日语： Yazaki Sōgyō Kabushiki Kaisha），是一家全球汽車零部件供應商，專注於線束、儀器和連接器和端子等組件。該公司的起源和總部都在日本，但在 2011 年，大約 90% 的員工在本國以外。在 2015 年被行業雜誌《汽車新聞》評為第 13 位。
該公司的產品系列包括電纜、儀表和汽車儀表、燃氣設備、空調和太陽能系統。作為一級供應商，矢崎主要向汽車製造商銷售產品，其次是電力、燃氣和一般建築公司。矢崎總業是獲得美國專利最多的前 100 家公司之一。
矢崎集團的公司總部位於東京都港區港南的三田國際大廈。其主要研發中心和全球總部位於靜岡縣裾野市的Y-city大院。歐洲總部位於德國科隆，北美總部位於美國密歇根州坎頓。

## 外部連結
- Yazaki Group 日本官方網站 （页面存档备份，存于） （日語）
- Yazaki 北美官方網站 （页面存档备份，存于） （英語）
- Yazaki 歐洲官方網站 （页面存档备份，存于） （英語）